# Chipley (Florida)
Chipley város az USA Florida államában, Washington megyében. Lakosainak száma 3660 fő (2020. április 1.).

## Népesség
A település népességének változása:

| 2010 | 3 605 |
| 2020 | 3 660 |